# サニーサンデー
サニーサンデー（欧字名:Sunny Sunday、2006年3月21日 - ）は、日本の競走馬、誘導馬。主な勝ち鞍に2009年の福島記念。
馬名の由来は、冠名＋父名の一部。

## 経歴

### 2歳時（2008年）
デビューは11月30日の東京の新馬戦芝2000m。7番人気で逃げるも7着だった。次走の中山の未勝利戦は後方から追い上げるも6着だった。

### 3歳時（2009年）
1月の中山、2月の東京の未勝利戦は3着惜敗で、迎えた3月1日の中山の未勝利戦芝1600mは逃げ切って5戦目で初勝利を飾る。続く4月の中山の500万下の芝1600m戦も逃げ切って2連勝。しかし、ダービートライアルのプリンシパルステークスは逃げるも直線失速して最下位の17着惨敗に終わる。このあと福島のラジオNIKKEI賞に重賞初挑戦。13番人気と低評価だったが、ストロングガルーダの2着に健闘した。秋当初は菊花賞トライアル・セントライト記念を予定していたが体調が整わず断念、放牧した。そして11月21日、同じ福島の福島記念に出走。2番手から押し切り重賞初制覇した。ちなみにサニーサンデーの鞍上は吉田隼人で、2着トウショウシロッコ鞍上は吉田隼人の兄吉田豊で吉田兄弟では初の重賞ワンツーフィニッシュを達成した。

### 4歳時（2010年）

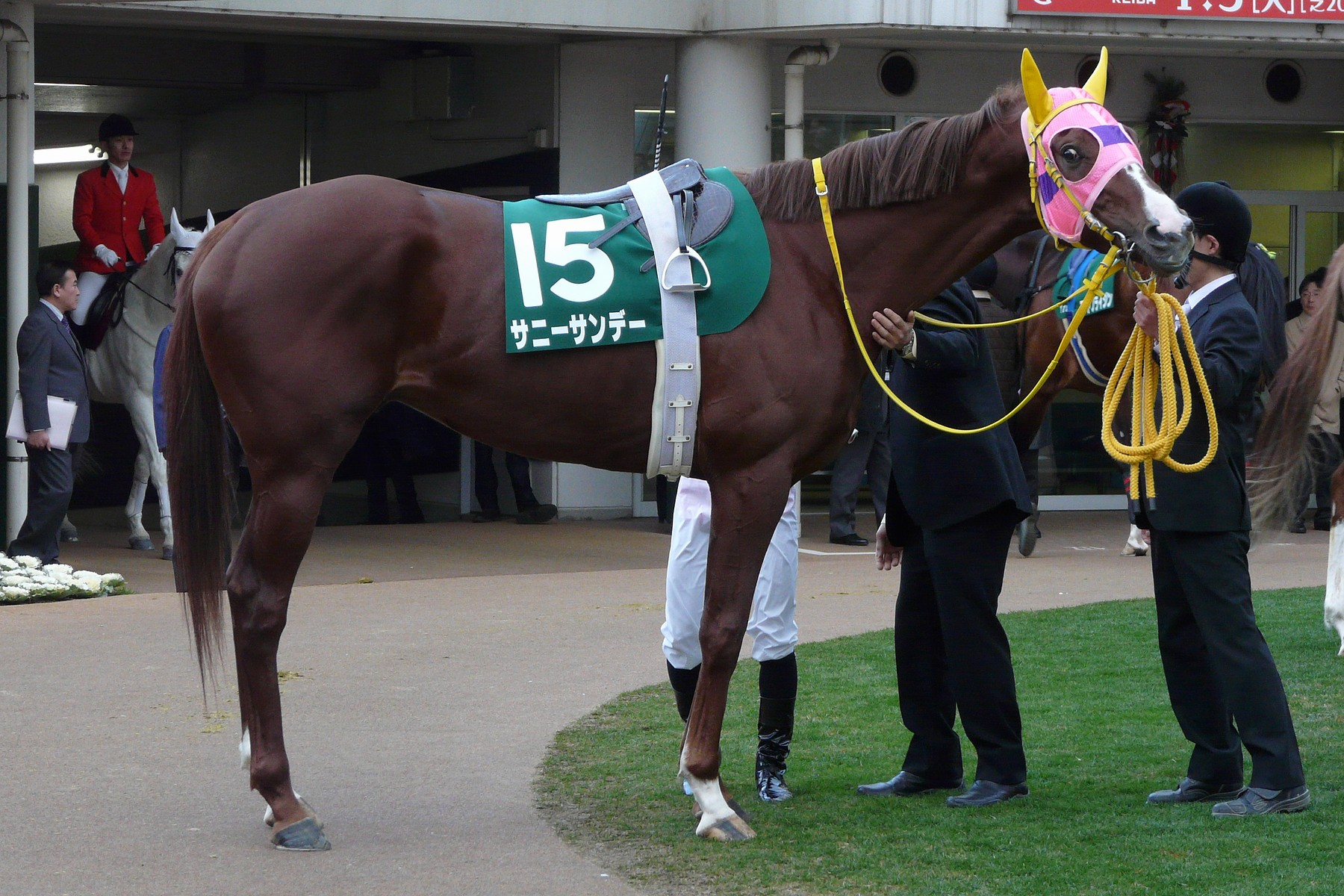
中山金杯パドック

1月5日の中山金杯から始動。スタートからハナに立ち逃げるものの直線で後続馬にかわされ6着に敗れた。続く中山記念では道中3番手で追走するも直線で失速してしまい13着と大敗した。続くダービー卿チャレンジトロフィーでは好位から鋭く伸びて3着と好走した。続く新潟大賞典では先団追走も直線ではまったく伸びず10着と大敗した。7月11日の七夕賞では得意の福島コースということもあってか3番人気に推され、レースでは先団追走も直線で失速し11着と惨敗を喫した。連覇を懸けて福島記念に出走、好位追走も直線で伸びず6着、続くディセンバーステークスでは中団追走も直線で伸びきれず7着だった。

### 5歳時以降（2011年-2013年）
5月8日の都大路ステークスから始動、先団を追走するが直線で失速し10着。この年はこの1走のみに終わり、翌2012年は出走せず、2013年4月7日の福島民報杯で約1年11ヶ月ぶりに復帰し、最下位の16着。その後3走したが勝てず、9月19日付けで競走馬登録を抹消された。

### 引退後
引退後は福島競馬場で乗馬となり、翌2014年より同競馬場で誘導馬として活躍していた。2023年に誘導馬を引退。当初は7月23日の開催を最後に引退とされていたが、引退は延期となり、11月12日に行われた第59回福島記念での誘導を最後に引退となった。福島の最終レース終了後には、かつて共に福島記念を制した吉田隼人がウィナーズサークルにおいてサニーサンデーに騎乗するという一幕もあった。

## 競走成績
| 年月日 | 年月日 | 年月日 | 競馬場 | 競走名         | 格   | 頭数 | オッズ （人気） | オッズ （人気） | 着順 | 騎手       | 斤量 | 距離（馬場）  | タイム （上り3F） | タイム 差 | 勝ち馬/（2着馬）       |
| 2008   | 11.    | 30     | 東京   | 2歳新馬        |      | 11   | 20.7            | （7人）         | 7着  | 吉田隼人   | 55   | 芝2000m（良） | 2:06.0 (35.7)     | 0.9       | メイショウパルマ       |
|        | 12.    | 28     | 中山   | 2歳未勝利      |      | 16   | 13.0            | （5人）         | 6着  | 吉田隼人   | 55   | 芝1800m（良） | 1:51.5 (35.9)     | 0.6       | ケニアブラック         |
| 2009   | 1.     | 18     | 中山   | 3歳未勝利      |      | 16   | 23.6            | （6人）         | 3着  | 吉田隼人   | 56   | 芝2000m（良） | 2:04.4 (36.0)     | 0.3       | ネオレボルーション     |
|        | 2.     | 8      | 東京   | 3歳未勝利      |      | 16   | 17.3            | （6人）         | 3着  | 吉田隼人   | 56   | 芝1600m（良） | 1:37.2 (36.0)     | 0.8       | ブリッツェン           |
|        | 3.     | 1      | 中山   | 3歳未勝利      |      | 16   | 11.0            | （5人）         | 1着  | 吉田隼人   | 56   | 芝1600m（稍） | 1:36.9 (36.3)     | -0.6      | （マイネルエデン）     |
|        | 4.     | 5      | 中山   | 3歳500万下     |      | 15   | 3.6             | （2人）         | 1着  | 吉田隼人   | 56   | 芝1600m（良） | 1:34.5 (36.1)     | -0.3      | （ギンザジャスマック） |
|        | 5.     | 9      | 東京   | プリンシパルS  | OP   | 17   | 42.9            | （13人）        | 17着 | 村田一誠   | 56   | 芝2000m（良） | 2:01.6 (37.1)     | 1.7       | ケイアイライジン       |
|        | 7.     | 5      | 福島   | ラジオNIKKEI賞 | GIII | 16   | 33.0            | （13人）        | 2着  | 吉田隼人   | 53   | 芝1800m（良） | 1:48.3 (36.0)     | 0.0       | ストロングガルーダ     |
|        | 11.    | 21     | 福島   | 福島記念       | GIII | 16   | 14.6            | （8人）         | 1着  | 吉田隼人   | 51   | 芝2000m（良） | 1:58.6 (36.3)     | 0.0       | （トウショウシロッコ） |
| 2010   | 1.     | 5      | 中山   | 中山金杯       | GIII | 16   | 6.2             | （4人）         | 6着  | 吉田隼人   | 54   | 芝2000m（良） | 2:00.9 (36.1)     | 0.1       | アクシオン             |
|        | 2.     | 28     | 中山   | 中山記念       | GII  | 16   | 8.3             | （4人）         | 13着 | 佐藤哲三   | 56   | 芝1800m（不） | 1:54.3 (40.4)     | 2.6       | トーセンクラウン       |
|        | 4.     | 4      | 中山   | ダービー卿CT   | GIII | 16   | 6.9             | （5人）         | 3着  | 吉田隼人   | 54   | 芝1600m（良） | 1:34.7 (33.9)     | 0.4       | ショウワモダン         |
|        | 5.     | 8      | 新潟   | 新潟大賞典     | GIII | 16   | 7.1             | （4人）         | 10着 | 吉田隼人   | 54   | 芝2000m（良） | 1:59.4 (36.6)     | 1.7       | ゴールデンダリア       |
|        | 7.     | 11     | 福島   | 七夕賞         | GIII | 16   | 6.6             | （3人）         | 11着 | 吉田隼人   | 54   | 芝2000m（良） | 2:01.1 (36.3)     | 0.7       | ドモナラズ             |
|        | 11.    | 20     | 福島   | 福島記念       | GIII | 15   | 11.2            | （5人）         | 6着  | 佐藤哲三   | 54   | 芝2000m（良） | 1:59.3 (35.7)     | 0.4       | ダンスインザモア       |
|        | 12.    | 18     | 中山   | ディセンバーS  | OP   | 13   | 6.9             | （4人）         | 7着  | 佐藤哲三   | 55   | 芝1800m（良） | 1:48.4 (34.7)     | 0.5       | ケイアイドウソジン     |
| 2011   | 5.     | 8      | 京都   | 都大路S        | OP   | 15   | 40.7            | （10人）        | 10着 | 国分恭介   | 55   | 芝1800m（良） | 1:46.1 (35.8)     | 1.3       | ネオヴァンドーム       |
| 2013   | 4.     | 7      | 福島   | 福島民報杯     | OP   | 16   | 172.6           | （16人）        | 16着 | 黛弘人     | 55   | 芝2000m（不） | 2:07.4 (41.5)     | 5.1       | マイネルラクリマ       |
|        | 6.     | 23     | 東京   | パラダイスS    | OP   | 11   | 166.8           | （11人）        | 9着  | 嘉藤貴行   | 55   | 芝1400m（良） | 1:21.8 (35.3)     | 1.7       | レッドスパーダ         |
|        | 7.     | 21     | 福島   | 福島テレビOP   | OP   | 14   | 36.6            | （11人）        | 14着 | 西田雄一郎 | 55   | 芝1800m（良） | 1:50.8 (38.8)     | 2.5       | シルクアーネスト       |
|        | 8.     | 24     | 新潟   | 朱鷺S          | OP   | 13   | 160.8           | （11人）        | 9着  | 嘉藤貴行   | 55   | 芝1400m（良） | 1:21.6 (34.7)     | 0.6       | インプレスウィナー     |

## 血統表
| サニーサンデーの血統（サンデーサイレンス系 / Northern Dancer 12.50% 4x4 ） | サニーサンデーの血統（サンデーサイレンス系 / Northern Dancer 12.50% 4x4 ） | サニーサンデーの血統（サンデーサイレンス系 / Northern Dancer 12.50% 4x4 ） | （血統表の出典）          | （血統表の出典） |
| 父 マーベラスサンデー 1992 栃栗毛                                          | 父の父*サンデーサイレンス 1986                                             | Halo                                                                       | Hail to Reason            | Hail to Reason   |
| 父 マーベラスサンデー 1992 栃栗毛                                          | 父の父*サンデーサイレンス 1986                                             | Halo                                                                       | Cosmah                    |                  |
| 父 マーベラスサンデー 1992 栃栗毛                                          | 父の父*サンデーサイレンス 1986                                             | Wishing Well                                                               | Understanding             | Understanding    |
| 父 マーベラスサンデー 1992 栃栗毛                                          | 父の父*サンデーサイレンス 1986                                             | Wishing Well                                                               | Mountain Flower           |                  |
| 父 マーベラスサンデー 1992 栃栗毛                                          | 父の母モミジダンサー 1980                                                  | *ヴァイスリーガル                                                          | Northern Dancer           | Northern Dancer  |
| 父 マーベラスサンデー 1992 栃栗毛                                          | 父の母モミジダンサー 1980                                                  | *ヴァイスリーガル                                                          | Victoria Regina           |                  |
| 父 マーベラスサンデー 1992 栃栗毛                                          | 父の母モミジダンサー 1980                                                  | *モミジ                                                                    | Laugh Aloud               | Laugh Aloud      |
| 父 マーベラスサンデー 1992 栃栗毛                                          | 父の母モミジダンサー 1980                                                  | *モミジ                                                                    | Hold Me Close             |                  |
| 母 サニークラッシック 2000 鹿毛                                            | 母の父*トニービン 1983 鹿毛                                                | *カンパラ                                                                  | Kalamoun                  | Kalamoun         |
| 母 サニークラッシック 2000 鹿毛                                            | 母の父*トニービン 1983 鹿毛                                                | *カンパラ                                                                  | State Pension             |                  |
| 母 サニークラッシック 2000 鹿毛                                            | 母の父*トニービン 1983 鹿毛                                                | Severn Bridge                                                              | Hornbeam                  | Hornbeam         |
| 母 サニークラッシック 2000 鹿毛                                            | 母の父*トニービン 1983 鹿毛                                                | Severn Bridge                                                              | Priddy Fair               |                  |
| 母 サニークラッシック 2000 鹿毛                                            | 母の母サニースイフト 1988 鹿毛                                             | *スイフトスワロー                                                          | Northern Dancer           | Northern Dancer  |
| 母 サニークラッシック 2000 鹿毛                                            | 母の母サニースイフト 1988 鹿毛                                             | *スイフトスワロー                                                          | Homeward Bound            |                  |
| 母 サニークラッシック 2000 鹿毛                                            | 母の母サニースイフト 1988 鹿毛                                             | サニーロマン                                                               | *ファバージ               | *ファバージ      |
| 母 サニークラッシック 2000 鹿毛                                            | 母の母サニースイフト 1988 鹿毛                                             | サニーロマン                                                               | ファイナルクイン F-No.1-l |                  |

- 叔父に1997年皐月賞、日本ダービーの2冠馬のサニーブライアン。
- 祖母の兄に日本ダービー2着馬サニースワローがいる。
- 5代母ツキカワは桜花賞馬。